# Les Arsures
Les Arsures é uma comuna francesa na região administrativa de Borgonha-Franco-Condado, no departamento de Jura. Estende-se por uma área de 4,44 km². Em 2010 a comuna tinha 232 habitantes (densidade: 52,3 hab./km²).